# 宋埠良种场
宋埠良种场是中华人民共和国湖北省黄冈市麻城市下辖的一个类似乡级单位。

## 行政区划
下辖以下地区：
虚拟宋良社区。